# 小型作战单位 (纳粹德国海军)
国防军海军小型作战单位（德語：Kleinkampfverbände der Kriegsmarine）又名K单位（K-Verband），是德国在第二次世界大战期间组建的一支海军部队，该单位成立于1944年4月，专门駕駛微型潛艇和爆炸快艇执行任务，小型作战单位最终于1945年4月26日终止行动。他们駕駛的微型潛艇既有单人型号，也有双人型号。